# نیشتراو
نیشتراو (به آلمانی: Nisterau) یک شهر در آلمان است که در وستروالدکرایس واقع شده‌است. نیشتراو ۹۵۶ نفر جمعیت دارد.